# Антончик Віктор Михайлович
Віктор Михайлович Анто́нчик (нар. 22 лютого 1955, Київ) — український живописець; член Спілки художників України з 1992 року.

## Біографія
Народився 22 лютого 1955 року в місті Києві (нині Україна). Син художника Михайла Антончика. 1979 року закінчив Київський художній інститут, де навчався у Віктора Шаталіна, Василя Гуріна.
З 1979 року працює у живописному цеху Київського живописно-скульптурного комбінату. Мешкає у Києві в будинку на провулку Івана Мар'яненка, № 14, квартира № 23.

## Творчість
Працює у галузі станкового живопису, створює жанрові картини, натюрморти, пейзажі. Серед робіт:
- «Арсенальці» (1979);
- «Квіти» (1982);
- «Під мирним небом» (1984);
- «Над Дніпром» (1984);
- «Реліквії моєї сім’ї» (1985);
- «Груші» (1985);
- «Червона гвоздика» (1985);
- «Ранок» (1987);
- «Богульник» (1988);
- «Осінній натюрморт» (1989);
- «Карнавал» (1989);
- «Над ставом сходила зоря» (1989);
- «Старі речі» (1994).

Брав участь у всесоюзних і українських виставках. У 1998 році нагороджений бронзовою медаллю конкурсу художників Європи в Паризькій академії мистецтв.